# Infrastructure de données spatiales
Pour les articles homonymes, voir IDS, IDG et SDI.
Une IDS (Infrastructure de Données Spatiales; ou IDG, Infrastructure de Données Géographiques, en anglais SDI pour Spatial Data Infrastructure) est une organisation qui repose sur des accords de partage, une coordination entre ses membres et des systèmes informatiques qui intègrent un ensemble de services (catalogues, serveurs, logiciels, données, applications, pages web, ...) utilisés pour la gestion de l'information géographique (cartes, orthophotoplans, images satellitaires…).
Une partie des services informatiques des IDS est déployée sur le web et respecte un ensemble de conditions d’interopérabilité (normes, spécifications, protocoles, interfaces, ...). Cela permet à l’utilisateur de pouvoir utiliser les services à travers un simple navigateur web ainsi que de combiner les services proposés par différentes IDS selon ses besoins.
La mise en place d’une IDS à l'échelle locale, régionale, nationale ou globale, nécessite l’accord des producteurs, intégrateurs et utilisateurs de l’information géographique de la région concernée. Cet accord doit aussi tenir compte des IDS déjà existantes, ou en cours de développement, dans la région concernée afin de coordonner les différentes IDS.
La mise en place d’une IDS se justifie par :
- Le besoin d’avoir accès à de l’information géographique existante facilement et efficacement. Jusqu’à présent l’accès à l’information géographique était compliqué par diverses raisons : problèmes de formats, de modèles, politiques de distribution restrictives, manque d’information, etc.
- La mutualisation de l’information géographique permet de partager les coûts de production, en général assez importants, et de diffusion.

En France, l'Association française pour l'information géographique (AFIGéO) dresse tous les ans un catalogue des principales Infrastructures de Données Géographiques existant sur le territoire, qui est téléchargeable sur son site internet. L'association organise aussi régulièrement, en général tous les ans, les Rencontres des dynamiques régionales en Information Géographique, regroupant les principales IDG régionales.

## Exemple de logiciels exploités dans le cadre d'IDS

### ArcGISfor INSPIRE
ArcGIS for INSPIRE est un logiciel développé par la société ESRI. Il diffère du produit original par son adaptation spécifique à la directive Européenne INSPIRE. Contrairement aux solutions concurrentes, celle-ci est propriétaire.

### easySDI
easySDI est une IDS Open source distribuée sous licence GPLv3, bâtie avec des composants similaires à geOrchestra. Cette dernière est elle aussi basée sur les standards OGC, et tire parti des logiciels GeoServer et GeoNetwork.
Son objectif est également de répondre à la directive INSPIRE et aux besoins de toute organisation désireuse de diffuser de l'information géographique.
EasySDI utilise le système de gestion de contenu Joomla!.

### geOrchestra via La plateforme de la région Bretagne
La plateforme GéoBretagne est basée sur le logiciel libre geOrchestra. C'est historiquement la première plateforme déployée basée sur ce logiciel. Le lancement eut lieu dans le courant de l'année 2010.
Cette plate-forme est composée d'une pile logicielle en plusieurs couches :
- Au sommet : le portail et son module éditorial, basé sur un système de gestion de contenu, et donnant accès aux différents modules qui composent geOrchestra,
- Côté serveur : geOrchestra, intégrant des modules de visualisation, extraction, édition, catalogue ;

geOrchestra est composée d'un ensemble de briques logicielles indépendantes, notamment GeoServer pour le moteur cartographique et l'exploitation des données géographiques, et GeoNetwork pour tout ce qui a trait à la gestion des métadonnées géospatiales et aux aspects de catalogue. Par ailleurs, un certain nombre d'outils ont été développés spécifiquement, pour permettre notamment une visualisation ou une extraction des données ; ces items, prenant la forme d'applications Web reposent généralement sur des bibliothèques notables, comme OpenLayers ou GeoExt en ce qui concerne les aspects clients, Spring framework pour le code serveur.
L'ensemble repose sur les standards de l'Open Geospatial Consortium, notamment WMS, SLD, WFS, WMC, CSW, WCS.
geOrchestra a depuis été déployée dans le cadre de la mise en place d'autres plateformes, notamment en France - Aquitaine, Alsace, Picardie - mais plus internationalement l'IDS connait une utilisation en Amérique du Sud via la plateforme du gouvernement Bolivien Geobolivia.

### Prodige - un commun numérique pour la mise en œuvre d’infrastructure de données au cœur des territoires[5]
PRODIGE est un logiciel libre évolutif, open source et gratuit,  mutualisé pour faciliter les échanges de données entre les services de l’Etat, les Collectivités, mais aussi avec les partenaires institutionnels et le citoyen, devenu commun numérique interministériel partagé avec les collectivités (MTE, MSS, SGAR, Conseil régionaux, GIP…) 
Chaque région utilisant Prodige déploie une instance, et organise librement sa plateforme, mais avec une méthodologie commune.
Prodige assure la transformation de la donnée en ressource Web pérennes avec API et gestion fine des droits permettant le crowdsourcing.
Prodige permet la création de cartes et data visualisations dynamiques gardant le lien vers les données sources (traçabilité et transparence). 
La communauté Prodige représente plus de la moitié des plateformes territoriales, et le site atl@santé du ministère chargé de la Santé.
Constitué techniquement d'un noyau et de modules optionnels, il permet de réaliser des plateformes variées avec le même moteur logiciel. Il dispose par exemple d'un module Générateur d’application métier (générer sans codage des applications métier de saisie, avec des tableaux de bord et formulaires), et d'un module Base territoriale (restitution et diffusion de la connaissance par territoire permettant l’élaboration de Porter à Connaissance).
Prodige offre également  des API aux normes du Web (OpenAPI, GéoJson..) pour gérer vos données. 
Dans Prodige, chaque ressource est cataloguée. 
Pour créer une ressource, on peut :
- Transformer un fichier de donnée (ou un extrait de base de données), produit en dehors de Prodige, en ressource Prodige : Cette donnée peut être contrôlée par le module qualité (vérifier que la structure de la donnée correspond bien à ce qui est attendu)

Un automate de mise-à-jour permet d’actualiser la donnée si elle continue à être gérée en dehors de Prodige. On peut également géolocaliser des données pour produire des ressources géographiques.
- Créer directement une ressource Prodige conforme à un standard (COVADIS, CNIG, ou autre).

Puis utiliser une carte participative ou le module Générateur d’application métier pour faire produire et faire vivre la ressource ainsi créée.
- Moissonner des ressources d’autres plateformes pour :

Utiliser les services web fournis sur ces ressources distantes (visualisation, téléchargement), ou générer automatiquement une copie figée (historisée) ou vivante (synchronisée) de cette ressource pour créer dessus de nouveaux services ou des API Prodige
- Produire des ressources dérivées par filtrage ou jointure entre ressources :

Par exemple joindre une donnée  statistique tabulaire avec la couche des communes pour produire une carte 